# Баунах
Баунах (нім. Baunach) — місто в Німеччині, розташоване в землі Баварія. Підпорядковується адміністративному округу Верхня Франконія. Входить до складу району Бамберг. Центр об'єднання громад Баунах.
Площа — 30,91 км2. Населення становить 3957 ос. (станом на 31 грудня 2020).

## Географії

### Адміністративний поділ
Місто  складається з 7 районів:
- Дашендорф
- Доргендорф
- Годельгоф
- Годельдорф
- Лойхергоф
- Прігендорф
- Реккеннойзіг